# 13 Reasons Why (A Netflix Original Series Soundtrack)
13 Reasons Why (A Netflix Original Series Soundtrack) — официальный саундтрек-альбом к первому сезону сериала «13 причин почему».

## Об альбоме
Релиз состоялся 30 марта 2017 года под руководством лейбла Interscope Records. На данном альбоме собраны такие известные исполнители как Selena Gomez, Billie Eilish и рок-группы The Cure, The Alarm. Официальными синглами в поддержку альбома стали песни «Bored» в исполнении Билли Айлиш и «The Killing Moon» в исполнении Roman Remains.
Семь песен из сериала попали в десятку лучших композиций чарта THR Top TV Songs, основанного на информации о частоте поиска композиций на Tunefind и Shazam, а также информации о прослушивания на стриминговых сервисах, что стало рекордом по количеству песен из одного сериала в топ-10 рейтинга.

## Критический приём
В молодёжном журнале Vice саундтрек назвали «единственным хорошим моментом фильма». Дэйзи Джонс высоко оценила «стильное сочетание» классических композиций 80-х годов, постпанка и представителей современного инди-рока. По её мнению, хотя сам сериал необязателен к просмотру, но его музыкальное оформление можно считать самодостаточным законченным произведением, «которое наверняка переживёт [фильм]».
На сайте интернет-агрегатора Rotten Tomatoes вышла колонка редактора, посвящённая саундтреку. Мекейша Мэдден Тоби назвала музыку «сложной и капризной, как и многие персонажи шоу», и направленной на раскрытие характеров героев сериала.

## Список композиций
| №                   | Название                                        | Исполнитель                  | Длительность |
| ------------------- | ----------------------------------------------- | ---------------------------- | ------------ |
| 1.                  | «Only You»                                      | Selena Gomez                 | 3:04         |
| 2.                  | «Kill Em With Kindness» (Acoustic)              | Selena Gomez                 | 3:32         |
| 3.                  | «Bored»                                         | Billie Eilish                | 3:00         |
| 4.                  | «Love Will Tear Us Apart»                       | Joy Division                 | 3:26         |
| 5.                  | «Into The Black»                                | Chromatics                   | 5:20         |
| 6.                  | «The Night We Met»                              | Lord Huron                   | 3:26         |
| 7.                  | «A 1000 Times»                                  | Hamilton Leithauser + Rostam | 4:09         |
| 8.                  | «The Killing Moon» (Echo & The Bunneymen Cover) | Roman Remains                | 5:30         |
| 9.                  | «High»                                          | Sir Sly                      | 3:51         |
| 10.                 | «Cool Blue»                                     | The Japanese House           | 3:51         |
| 11.                 | «Fascination Street» (Remastered)               | The Cure                     | 5:14         |
| 12.                 | «The Walls Came Down» (Single Version)          | The Call                     | 3:45         |
| 13.                 | «The Stand» (Long Version)                      | The Alarm                    | 4:43         |
| Общая длительность: | Общая длительность:                             | Общая длительность:          | 50:51        |